# Саполович Яків Йосипович
Яків Саполович (* 1766, Срібне, Прилуцький полк — † 14 серпня 1830, Санкт-Петербург) — український вчений-хірург зі Срібного Прилуцького полку Гетьманщини. 

## Біографія
Навчався в Києво-Могилянській Академії та шпитальних школах у Кронштадті й Петербурзі; з 1790 — професор хірургії Петербурзького медично-хірургічного училища, потім Медичної Хірургічної Академії та її почесний член 1796–1829 — директор Петербурзького медичного інструментального заводу, 1795–1804 — член Медичної Колегії. 
Автор низки праць із хірургії, разом з Й. Каменецьким видав популярний медичний підручник (1803), запропонував низку власних хірургічних інструментів. 
Беручи участь у боротьбі з епідемією холери помер в Інґерманландії.